# ماتهانی چانگان
ماتهانی چانگان (به انگلیسی: Mathani Changan) یک منطقهٔ مسکونی در پاکستان است که در خیبر پختونخوا واقع شده‌است.